# 黄花地钮菜
黄花地钮菜（学名：Stachys xanthantha），为唇形科水苏属下的一个种。

## 扩展阅读
維基物種上的相關：黄花地钮菜